# Groenkophoningzuiger
De groenkophoningzuiger (Cyanomitra verticalis; synoniem: Nectarinia verticalis) is een zangvogel uit de familie Nectariniidae (honingzuigers).

## Herkenning
De vogel is 13 tot 14,5 cm lang en weegt 9,7 tot 15,5 g. Het mannetje van de nominaat is metaalkleurig, groen en blauw glanzend op de kop, kruin, keel en nek. Verder is de vogel van boven vuilgeel tot licht olijfbruin en grijs van onder. Het is een relatief grote honingzuiger met een lange snavel. Het mannetje en het vrouwtje verschillen onderling niet zo veel en het mannetje heeft geen broedkleed, maar ziet er het hele jaar hetzelfde uit. Bij het vrouwtje is alleen de kop boven het oog en de nek glanzend groen tot blauw en is de keel en borst grijs. De ondersoort in C. v. viridisplendens mist de blauwe glans en is uitsluitend groen glanzend op de kop.

## Verspreiding en leefgebied
Deze soort telt 4 ondersoorten:
- C. v. verticalis: van Senegal tot westelijk en noordelijk Kameroen.
- C. v. bohndorffi: van centraal en zuidelijk Kameroen en de Centraal-Afrikaanse Republiek tot noordelijk Angola en centraal Congo-Kinshasa.
- C. v. cyanocephala: Equatoriaal-Guinea, Gabon, westelijk Congo-Kinshasa en noordwestelijk Angola.
- C. v. viridisplendens: zuidelijk Soedan, Oeganda en Kenia tot Tanzania, noordelijk Malawi en noordoostelijk Zambia.

Het leefgebied bestaat uit zowel primair regenwoud als secundair bos, maar ook boomrijke savanne, mangrove, plantages en tuinen. In Oost-Afrika komt de vogel ook in hoogland voor tot op 3000 m boven de zeespiegel.

## Status
De grootte van de wereldpopulatie is niet gekwantificeerd. De vogel is algemeen, in Gambia en Senegal schaarser. Men veronderstelt dat de soort in aantal stabiel is. Om deze redenen staat de groenkophoningzuiger als niet bedreigd op de Rode Lijst van de IUCN.